# 크렘스인케른텐

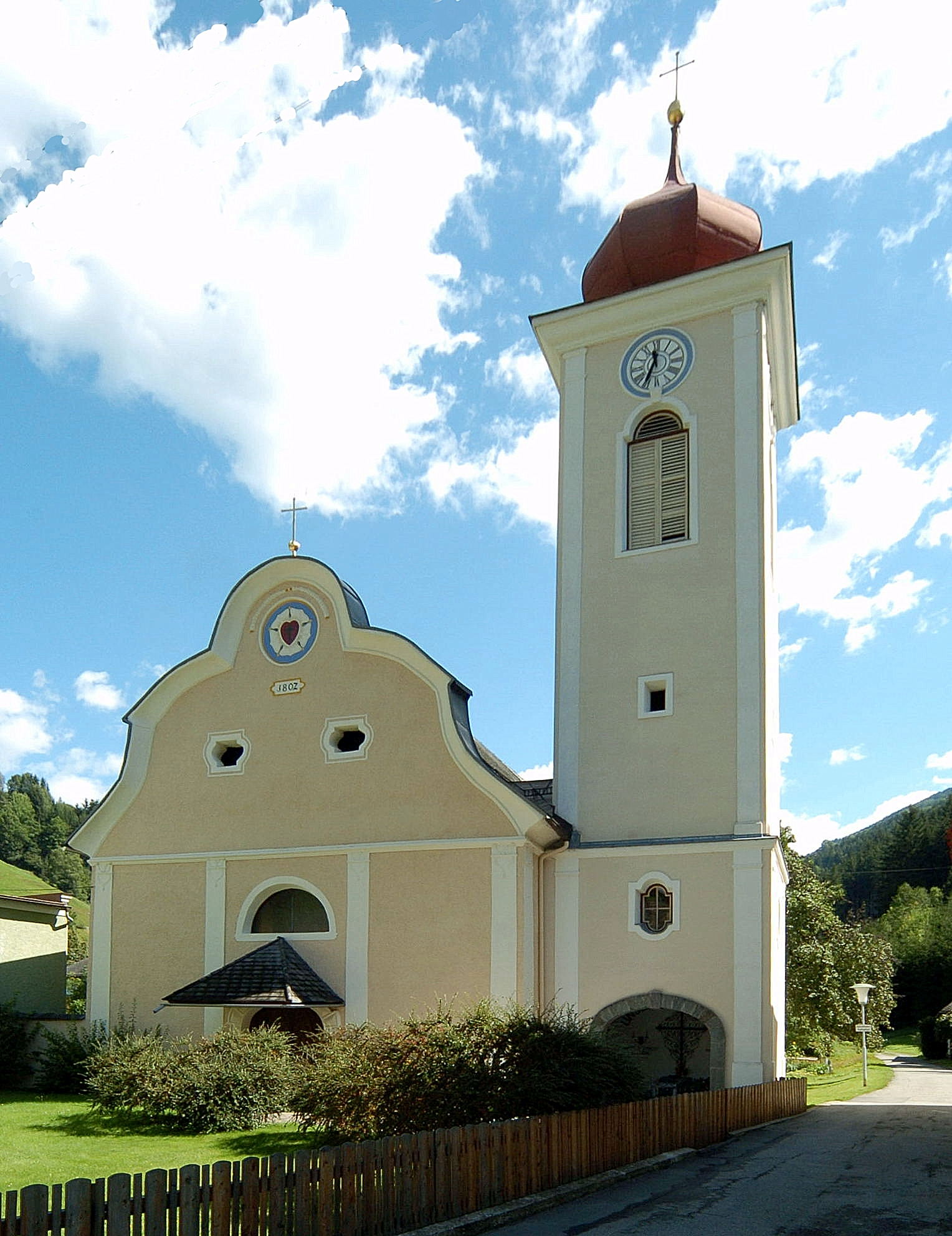
아이젠트라텐(Eisentratten) 개신교회

크렘스인케른텐(독일어: Krems in Kärnten)은 오스트리아 케른텐주에 위치한 도시로 면적은 207.11km2, 높이는 807m, 인구는 1,789명(2014년 기준), 인구 밀도는 8.6명/km2이다.

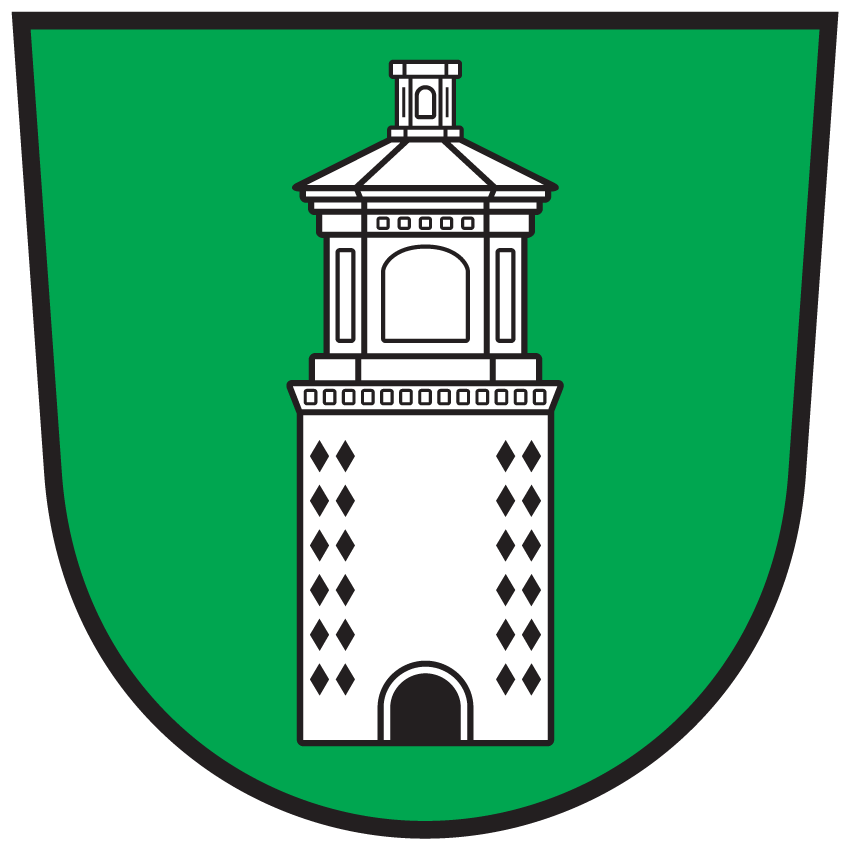
시 문장